# Stanko Vraz

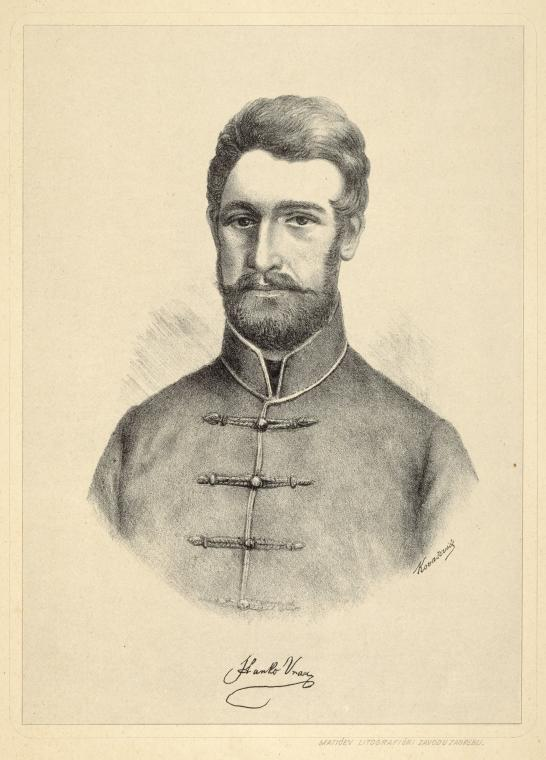
Stanko Vraz

Stanko Vraz (* 30. Juni 1810 in Cerovec (Scherowetz), Untersteiermark als Jakob Frass; † 24. Mai 1851 in Agram) war ein Dichter und Vertreter der Illyrischen Bewegung.

## Leben
Geboren als Slowene, studierte er in Graz und schrieb anfangs in seinem heimischen Dialekt, ging dann aber zum kroatischen Illyrismus über und wurde einer der feurigsten Vertreter desselben wie einer der besten Dichter in kroatischer Sprache. So gab er seit 1841 die illyrische Zeitschrift Kolo sowie eine wertvolle Sammlung von Volksliedern aus der Steiermark, Krain, Kärnten usw. heraus (Narodne pesme etc., Agram 1839). Seine gesammelten Werke erschienen mit dem Briefwechsel des Dichters in fünf Bänden (Agram 1863–1877). Nach seinem Tod wurde er auf dem Mirogoj-Friedhof in Zagreb beigesetzt.

## Werke (Auswahl)
- Djulabije (Liebeslieder, 1840)
- Gkasi iz dubrave žeravinske (1841)
- Guslie i tambura (1845)